# Brousse (queso)
Brousse (en Provenzal brousso; en corso brócciu) es un queso de suero de leche blanco y grumoso que se elabora en la Provenza, Córcega y el noroeste de Italia. Se realiza a partir de suero de leche de vaca, oveja o cabra.

## Consumo
Puede ser consumido tal cual o acompañado de dulce o salado. Puede ser sazonado con azúcar, miel, mermelada, aromatizado con finas hierbas o flores de azahar, o vestido con coulis de frutos rojos o jarabe de arce.

## Denominación de origen
En 2018 el queso Brousse du Rove obtuvo la certificación Appellation d'origine contrôlée AOC. Sus ocho productores llevan desde 2008 intentando conseguir su protección.